# Bipoonops pucuna
Espèce
Bipoonops pucuna est une espèce d'araignées aranéomorphes de la famille des Oonopidae.

## Distribution
Cette espèce est endémique de la province de Pichincha en Équateur.

## Description
Le mâle holotype mesure 1,50 mm et la femelle 1,91 mm.

## Étymologie
Son nom d'espèce lui a été donné en référence au lieu de sa découverte, la réserve biologique Maquipucuna.

## Publication originale
- Bolzern, 2014 : The Neotropical goblin spiders of the new genera Ponsoonops and Bipoonops (Araneae, Oonopidae). American Museum Novitates, no 3803, p. 1-70.